# Vert (affluent du Lot)
Pour les articles homonymes, voir Vert.
Le Vert est une rivière du Lot, en France, dans la région Occitanie et un sous-affluent de la Garonne par le Lot.
À ne pas confondre avec la rivière Vers, également dans le département du Lot.

## Géographie
De 29,4 km de longueur, le Vert prend sa source près d'Ussel et coule dans le département du Lot jusqu'à son arrivée dans la rivière Lot en rive droite, à Castelfranc, pittoresque localité située à mi-chemin entre Cahors et Fumel.

### Principales communes traversées
- Lot : Gigouzac, Saint-Denis-Catus, Catus, Boissières, Mechmont, Saint-Médard, Ussel, Labastide-du-Vert, Catus, Castelfranc

## Principaux affluents
- Ruisseau de la Jonquière, 3,2 km
- La Belle, 2,6 km
- Le Pic, 3,2 km
- Le Rieutor, 3,3 km
- Ruisseau de la Masse, 25 km
- Ruisseau de Salvezou, 2,2 km

## Hydrologie

### Le Vert à Labastide-du-Vert
Comme la plupart des autres cours d'eau du bassin du Lot, le Vert est une rivière assez abondante. Son débit a été observé sur une période de 41 ans (1968-2008), à Labastide-du-Vert, localité située au niveau de son confluent avec le Lot. Le bassin versant de la rivière y est de 117 km2 soit la totalité de celui-ci.
Le module de la rivière à Labastide-du-Vert est de 1,41 m3/s.
Le Vert présente des fluctuations saisonnières de débit assez marquées, avec une période de hautes eaux d'hiver-printemps portant le débit mensuel moyen à un niveau situé entre 1,97 et 2,87 m3/s, de décembre à avril inclus (avec un maximum en février). Dès le mois de mai le débit diminue progressivement pour aboutir à la période des basses eaux qui se déroule de juillet à septembre, avec une baisse du débit moyen mensuel allant jusqu'à 0,255 m3/s au mois d'août, ce qui n'est pas extrêmement faible pour un cours d'eau de cette taille. Cependant les fluctuations de débit peuvent être plus importantes d'après les années et sur des périodes plus courtes.

### Étiage ou basses eaux
À l'étiage le VCN3 peut chuter jusque 0,036 m3/s, en cas de période quinquennale sèche, soit 36 litres par seconde, ce qui est assez sévère, mais plutôt normal comparé à la moyenne des cours d'eau de la région.

### Crues
Les crues peuvent être importantes compte tenu de la petitesse du bassin versant. Les QIX 2 et QIX 5 valent respectivement 18 et 26 m3/s. Le QIX 10 est de 31 m3/s, le QIX 20 de 36 m3/s, tandis que le QIX 50 se monte à 42 m3/s.
Le débit instantané maximal enregistré à Labastide-du-Vert durant cette période, a été de 32,4 m3/s le 10 janvier 1996, tandis que le débit journalier maximal enregistré était de 28,6 m3/s le même jour. Si l'on compare la première de ces valeurs à l'échelle des QIX de la rivière, l'on constate que cette crue était à peine d'ordre décennal, et donc destinée à se reproduire fréquemment.

### Lame d'eau et débit spécifique
Au total, le Vert est une rivière assez abondante. La lame d'eau écoulée dans son bassin versant est de 382 millimètres annuellement, ce qui est nettement supérieur à la moyenne de la France tous bassins confondus (320 millimètres par an), mais nettement inférieur à celle du bassin du Lot (446 millimètres par an). Le débit spécifique de la rivière (ou Qsp) atteint de ce fait le chiffre assez important de 12,1 litres par seconde et par kilomètre carré de bassin.